# Équation maîtresse
En physique, une équation maîtresse est une équation différentielle décrivant l'évolution temporelle d'un système. C'est une équation de taux pour les états du système.
L'évolution de la probabilité {\displaystyle P_{k}} d'être dans l'état discret k suit une équation du type :
{\displaystyle {\frac {dP_{k}}{dt}}=\sum _{\ell }\Gamma _{k\ell }P_{\ell },}
soit encore sous forme vectorielle
{\displaystyle {\frac {d{\vec {P}}}{dt}}=\Gamma .{\vec {P}}}
La matrice  {\displaystyle \Gamma _{\ell k}} est parfois appelée matrice des taux de transitions.
Cette équation se retrouve en mathématique lors des traitements probabilistes des   chaînes de Markov.
Pour que la probabilité totale se conserve, {\displaystyle \sum _{\ell }\Gamma _{\ell k}=0}
et l'équation maîtresse peut donc se réécrire
{\displaystyle {\frac {dP_{k}}{dt}}=\sum _{\ell }(\Gamma _{k\ell }P_{\ell }-\Gamma _{\ell k}P_{k}).}
Cette forme permet directement de voir les taux de départ {\displaystyle \Gamma _{\ell k}} de l'état k et les taux d'arrivée {\displaystyle \Gamma _{k\ell }} vers cet état.
Par ailleurs en imposant : {\displaystyle \Gamma _{\ell k}\geq 0\quad \ell \neq k}, c'est-à-dire en ne permettant que le transfert vers d'autres états et pas de terme de source, on a les propriétés suivantes (le nombre d'états disponibles étant fini par définition) :
1. {\displaystyle \forall {\vec {P}}\quad |\quad \sum _{\ell }P_{\ell }(0)=1,\quad \sum _{\ell }P_{\ell }(t)=1}
2. trois cas sont possibles en fonction de la forme de {\displaystyle \Gamma } :
  - {\displaystyle \Gamma } décomposable : une renumérotation des états montre que la matrice est diagonale par blocs (l'évolution est celle de plusieurs sous-systèmes indépendants qui ne communiquent pas entre eux)
  - {\displaystyle \Gamma } séparable : une permutation des états montre que la matrice est triangulaire supérieure par blocs (l'évolution d'un sous-système est prédictible indépendamment du reste et est transitoire, i.d. la probabilité de chacun de ses états tend vers 0 aux temps longs.)
  - {\displaystyle \Gamma } a une unique solution stationnaire vers laquelle toute solution converge lorsque {\displaystyle t\rightarrow \infty }, donné par l'unique vecteur propre à droite de valeur propre 0 ({\displaystyle {\vec {1}}^{t}} étant évidemment vecteur propre à gauche d'après la formule de conservation de la probabilité).

Le dernier des cas, peut-être assuré dans le cadre de l'hypothèse ergodique qui spécifie que chaque état est en relation avec chacun des autres par nombre fini de transitions :
{\displaystyle \forall k,l\quad \exists p\in \mathbb {N} \quad |\quad (\Gamma ^{p})_{k,l}>0}
Une généralisation de cette équation est l'équation de Fokker-Planck pour l'évolution d'un nombre infini d'états k.